# Comythovalgus aemulus
Comythovalgus aemulus är en skalbaggsart som beskrevs av Hermann Julius Kolbe 1897. Comythovalgus aemulus ingår i släktet Comythovalgus och familjen Cetoniidae. Inga underarter finns listade i Catalogue of Life.